# Boleskine House

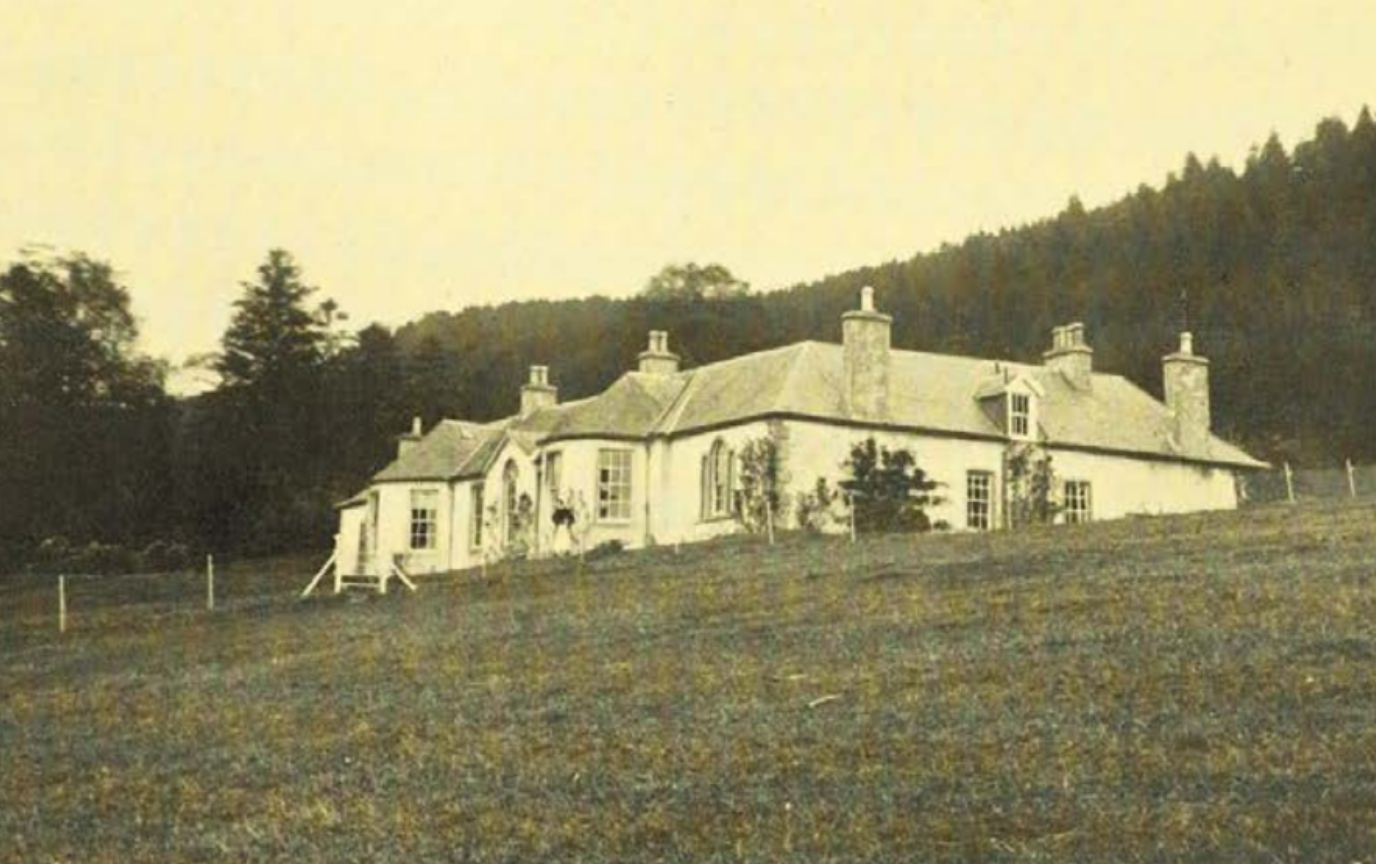
Boleskine House (1912)

Boleskine House (schottisch-gälisch: Taigh Both Fhleisginn) ist ein Herrenhaus an der Südostseite von Loch Ness in den schottischen Highlands. Es befand sich im Besitz des Okkultisten Aleister Crowley und hier lebte auch der Led-Zeppelin-Gitarrist und -Produzent Jimmy Page für eine Zeit lang. Nach einem Brand wurde das Grundstück 2019 von der Boleskine House Foundation übernommen und soll nach Renovierungsarbeiten ab April 2026 der Öffentlichkeit als Touristenattraktion zugänglich gemacht werden.

## Geschichte
Boleskine House liegt 34 km südlich von Inverness auf der dem Hügel Meall Fuar-mhonaidh gegenüberliegenden Seite des Loch Ness und auf halbem Weg zwischen den Dörfern Foyers und Inverfarigaig. Das Parish Boleskine wurde im 13. Jahrhundert gegründet und um diese Zeit wurde eine Kirche und ein Friedhof errichtet. Boleskine House wurde der Legende nach an der Stelle der Kirche erbaut, die während eines Gottesdienstes Feuer fing, welches alle Anwesenden tötete. Das Haus wurde in den 1760er Jahren von dem Adeligen und Diplomaten Archibald Fraser of Lovat als Jagdhaus errichtet. Das ursprüngliche Jagdhaus wurde von der Familie Fraser bis ca. 1830 ständig erweitert. Alle Räume befanden sich auf einer Etage, mit vier Schlafzimmern, einer Küche, dem „Dachzimmer“ der Bediensteten (über der Küche), einem Wohnzimmer, einem Salon und einer Bibliothek. Es gibt außerdem einen Tunnel, der das Haus mit dem Friedhof verbindet.
Aleister Crowley erwarb Boleskine House im Jahr 1899 von der Familie Fraser für eine Summe von 2000 Pfund Sterling. Das Haus war damals als Manor of Boleskine and Abertarff bekannt, nach dem Namen der örtlichen Gemeinde. Crowley glaubte, dass der Ort ideal sei, um sich abzusondern und eine Reihe von Ritualen durchzuführen, die er den Schriften des kabbalistischen Magiers Abraham von Worms entnommen hatte. Der Zweck dieses Rituals war es, den eigenen Schutzengel herbeizurufen. Es erforderte mindestens 6 Monate Vorbereitung, Zölibat und Alkoholabstinenz. Zu dem Ritual gehörte auch die Beschwörung der Fürsten der Hölle, um sie zu binden und ihre negativen Einflüsse aus dem Leben des Magiers zu entfernen. Crowley führte verschiedene schwarzmagische Rituale auf dem Grundstück durch, dazu gehörte die Opferung von Tieren und sexualmagische Zeremonien.
Von den lokalen Anwohnern wurde das Grundstück zu diesem Zeitpunkt gemieden. Verschiedene Tragödien ereigneten sich im Umfeld des Hauses während Crowleys Ritualen. Ein Angestellter des Boleskine-Guts betrank sich eines Nachts – nach 20 Jahren Abstinenz – und versuchte, seine Frau und seine Kinder zu töten. Auch zwei Kinder seines Hüttenwarts Hugh Gillies starben. Crowley sagte später dazu, dass seine Experimente mit schwarzer Magie aus dem Ruder gelaufen seien. Crowleys Ritual blieb unvollendet, da er vom Führer des Hermetic Order of the Golden Dawn, dem er angehörte, nach Paris gerufen wurde, als Streitigkeiten innerhalb des Ordens ausgebrochen waren. Der Legende nach blieben die Dämonen, die er beschworen hatte, zurück und danach sollen sich auf dem Grundstück immer wieder seltsame Vorfälle ereignet haben.
1913 verkaufte Crowley das Grundstück schließlich, wonach es sich in einer Reihe von verschiedenen Besitzern befand. Nach dem Zweiten Weltkrieg war das Haus im Besitz eines Majors namens Edward Grant. Dieser erschoss sich 1960 in Crowleys Schlafzimmer mit einer Schrotflinte. 1969 erfuhr Kenneth Anger, ein experimenteller Filmemacher mit Interesse am Okkulten, dass das Haus auf dem Markt war und mietete es für einige Monate. Als Jimmy Page davon erfuhr, kaufte er das Haus 1970. Jimmy Page war ein Sammler von Crowley-Memorabilien und hatte ein großes Interesse an Crowleys Leben und seinen Ideen. Als Page das Haus kaufte, war es in einem Zustand des Verfalls, aber er war der Meinung, dass es die richtige Atmosphäre hätte, um Songs zu schreiben. Nachdem er jedoch die Restaurierung des Hauses veranlasst hatte, verbrachte er nur noch wenig Zeit in Boleskine und überließ das Anwesen seinem Freund Malcolm Dent. 1976 wurde ein Teil des Musikfilms The Song Remains the Same hier gedreht.
Dent erlebte in Boleskine seiner eigenen Aussage zufolge die „schrecklichste Nacht seines Lebens“, als etwas, das sich wie ein wildes Tier anhörte, nachts gegen seine Zimmertür schlug. Erst am Morgen traute sich Dent, die Tür zu öffnen, aber er fand nichts vor, was die Geräusche verursacht haben könnte. Dent sagte dazu: „Was auch immer da war, es war das pure Böse“. Eine Freundin von ihm, die in Boleskine übernachtete, behauptete, sie sei von „einer Art Teufel“ angegriffen worden. Andere berichtete Phänomene waren das Vertauschen von Stühlen, das grundlose Auf- und Zuschlagen von Türen und das unerklärliche Aufrollen von Teppichen. Dies schreckte Dent jedoch nicht ab, der hier seine Frau kennenlernte und in Boleskine House seine Familie großzog.
1992 wurde das Grundstück von Ronald und Annette MacGillivray erworben, die das Haus renovierten und in ein Gästehaus umfunktionierten. Annette berichtete später von keinerlei ungewöhnlichen Erlebnisse auf dem Grundstück. Anderes berichtete ein Filmteam der BBC, das auf dem Grundstück 2000 einen Film drehen wollte, jedoch eine Reihe von seltsamen Vorfällen erlebte, darunter die Zerstörung ihres Equipments durch Insekten, woraufhin sie einen Pfarrer und einen Exorzisten baten das Grundstück zu segnen. Nach dem Tod von Ronald MacGillivray wurde Boleskine House 2002 erneut zum Verkauf angeboten. Die neuen niederländischen Eigentümer wandelten das Haus wieder in einen privaten Wohnsitz um und nutzten es als Ferienhaus. Am 23. Dezember 2015 fing das Haus Feuer und wurde schwer beschädigt. Man ging davon aus, dass das Feuer in der Küche ausbrach. Zum Zeitpunkt des Brandes befand sich niemand im Haus und es gab keine Toten oder Verletzten. Das Innere des Hauses wurde durch die Brände fast vollständig zerstört und nur ein Teil des Daches und der Außenmauern blieben erhalten.
Die Ruinen und knapp 9 Hektar umliegendes Land wurden im April 2019 für eine Summe von 500.000 Pfund auf den Markt gebracht und später von der Boleskine House Foundation gekauft, welche ankündigte, Boleskine House wieder aufzubauen. Im Juli 2019 kam es zu einem weiteren Feuer an dem Gebäude, wobei Brandstiftung vermutet wurde, jedoch kein Täter ermittelt werden konnte. Seit 2020 kann das Boleskine House von Touristen besucht werden. 2023 kündigte die Boleskine House Foundation Pläne an, das Haus im Jahr 2025 dauerhaft für Besucher zu öffnen. Bei den Restaurierungsarbeiten werden traditionelle Bautechniken und Materialien verwendet, um die historische Integrität des Hauses zu erhalten. Die endgültigen Kosten für die Restaurierung des Boleskine House werden voraussichtlich zwischen 1,2 und 1,5 Mio. Pfund kosten. 2024 erhielt die Stiftung 240.000 Pfund von dem National Lottery Heritage Fund für die Arbeiten.

## Galerie

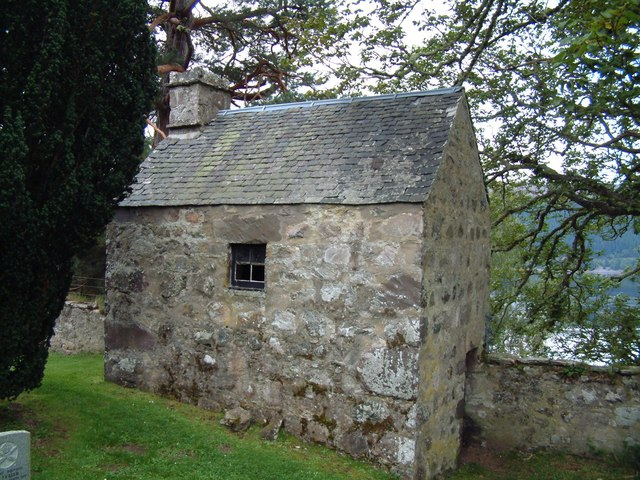
Mort House
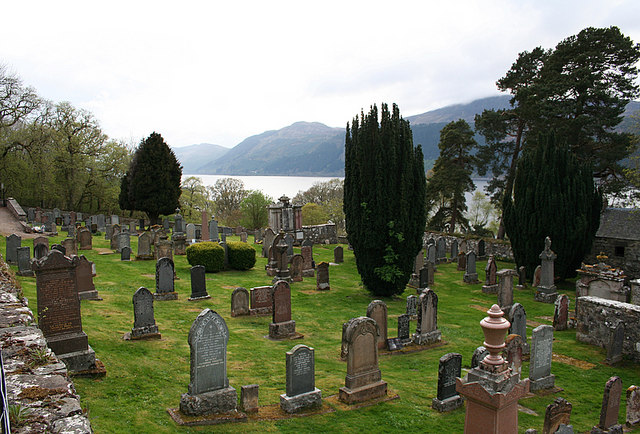
Boleskine Cemetery mit Loch Ness im Hintergrund
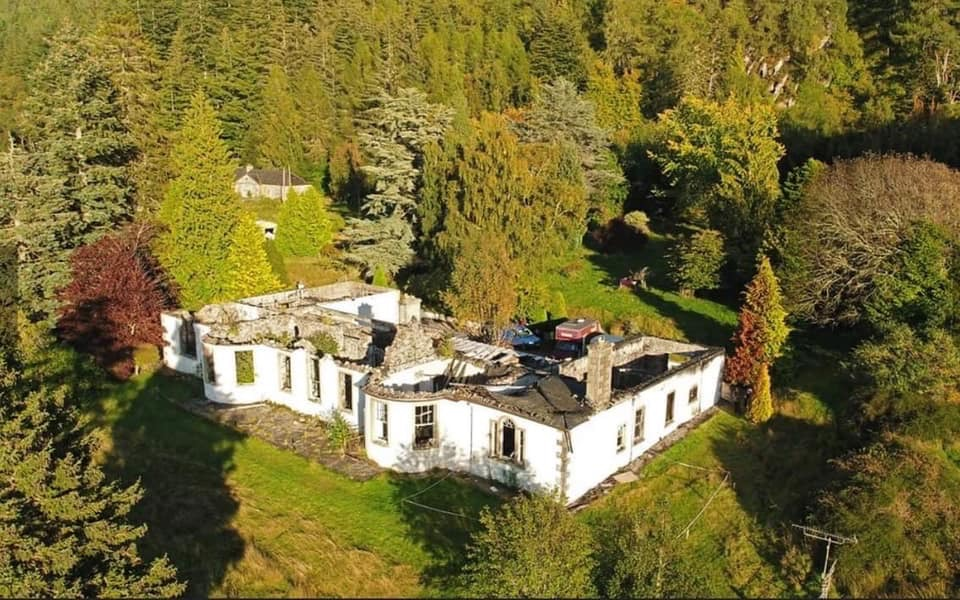
Ruinen von Boleskine House 2019